# Aspiration (fonetik)
Aspiration (latin aspiratio, av aspiro ’andas ut’, ’blåsa’) är ett lätt brus som uppstår när luft strömmar genom glottis och ett öppet ansatsrör före eller efter ett konsonantljud. Överlägset vanligast förekommande är det senare (postaspiration), men i isländska förekommer även det förra (preaspiration). Oftast är det klusiler och affrikator som aspireras. IPA-symbolen för tonlös aspiration är ett upphöjt h: [ʰ]; den tonande varianten är [ʱ], ett upphöjt ɦ. Tonande konsonanter får i regel en tonande aspiration, exempelvis hindibokstäverna ख /kʰə/ mot घ /gʱə/. Graden av aspiration i initiala klusiler kan mätas genom att man mäter stämtonslatensen, denna är längre i aspirerade än oaspirerade klusiler.

## Fonematisk status
Aspiration förekommer ofta i tal, men är inte fonematisk i de flesta språk, som svenska. I det indoeuropeiska urspråket hade aspiration fonematisk betydelse, vilket försvunnit genom ljudförändringar i de flesta språk, men bevarats i indoariska språk som hindi (se även Grimms lag). Ytterligare språk där aspiration har fonematisk betydelse är kinesiska, meänkieli och thailändska.

## I svenskan
I svenskan aspireras tonlösa klusiler, /p, t, k/, i normalfallet i början av ord utom om de omedelbart föregås av /s/. Exempel:
- med aspiration: [pʰi:k] ”pik”,
- utan aspiration: [spi:k] ”spik”.

I ord som "pipa" kan den andra klusilen ha en preaspiration, [pʰi:ʰpa].

### Fotnoter
1. 1 2  Engstrand (2007), s. 49
2. ↑  Engstrand (2004). s. 129